# Équipe d'Angola de football à la Coupe d'Afrique des nations 2019
L’équipe d'Angola de football participe à la Coupe d'Afrique des nations 2019 organisée en Égypte du 21 juin au 19 juillet 2019. Elle est éliminée au premier tour, après deux matchs nuls et une défaite.

## Qualifications
L'Angola est placé dans le groupe I des qualifications qui se déroulent du 9 juin 2017 au 23 mars 2019. Il obtient sa qualification lors de la dernière journée.

### Résultats
| Rang | Équipe       | Pts | J | G | N | P | Bp | Bc | Diff |  | Résultats (▼ dom., ► ext.) |     |     |     |     |
| ---- | ------------ | --- | - | - | - | - | -- | -- | ---- |  | -------------------------- | --- | --- | --- | --- |
| 1    | Angola       | 12  | 6 | 4 | 0 | 2 | 9  | 6  | +3   |  | Angola                     |     | 4-1 | 2-1 | 1-0 |
| 2    | Mauritanie   | 12  | 6 | 4 | 0 | 2 | 7  | 6  | +1   |  | Mauritanie                 | 1-0 |     | 2-0 | 2-1 |
| 3    | Burkina Faso | 10  | 6 | 3 | 1 | 2 | 8  | 5  | +3   |  | Burkina Faso               | 3-1 | 1-0 |     | 3-0 |
| 4    | Botswana     | 1   | 6 | 0 | 1 | 5 | 1  | 8  | -7   |  | Botswana                   | 0-1 | 0-1 | 0-0 |     |

| 10 juin 2017 | Burkina Faso                         | 3 - 1 | Angola     |                                                           |                                                           |
| 18h00 UTC    | Bancé 21e 42e (pen.) · B. Traoré 79e | (2-1) | 23e Gelson | Stade du 4-Août, Ouagadougou Arbitrage : Mahmoud El Banna | Stade du 4-Août, Ouagadougou Arbitrage : Mahmoud El Banna |
| 18h00 UTC    | Rapport                              |       |            | Stade du 4-Août, Ouagadougou Arbitrage : Mahmoud El Banna | Stade du 4-Août, Ouagadougou Arbitrage : Mahmoud El Banna |

| 9 septembre 2018 | Angola     | 1 - 0 | Botswana |                                                                  |                                                                  |
|                  | Gelson 30e | (1-0) |          | Stade national du 11-Novembre, Luanda Arbitrage : Bakary Gassama | Stade national du 11-Novembre, Luanda Arbitrage : Bakary Gassama |
|                  | Rapport    |       |          | Stade national du 11-Novembre, Luanda Arbitrage : Bakary Gassama | Stade national du 11-Novembre, Luanda Arbitrage : Bakary Gassama |

| 12 octobre 2018 | Angola                                          | 4 - 1 | Mauritanie  |                                                                      |                                                                      |
|                 | Mateus 12e (pen.) 16e · Djalma 52e · Gelson 80e | (1-1) | 2e El Hacen | Stade national du 11-Novembre, Luanda Arbitrage : Thierry Nkurunziza | Stade national du 11-Novembre, Luanda Arbitrage : Thierry Nkurunziza |
|                 | Rapport                                         |       |             | Stade national du 11-Novembre, Luanda Arbitrage : Thierry Nkurunziza | Stade national du 11-Novembre, Luanda Arbitrage : Thierry Nkurunziza |

| 16 octobre 2018 | Mauritanie | 1 - 0 | Angola |                                                     |                                                     |
|                 | Ba 17e     | (1-0) |        | Stade olympique, Nouakchott Arbitrage : Sadok Selmi | Stade olympique, Nouakchott Arbitrage : Sadok Selmi |
|                 | Rapport    |       |        | Stade olympique, Nouakchott Arbitrage : Sadok Selmi | Stade olympique, Nouakchott Arbitrage : Sadok Selmi |

| 18 novembre 2018 | Angola           | 2 - 1 | Burkina Faso |                                                                             |                                                                             |
|                  | Mateus 45+1e 57e | (1-0) | 69e Dayo     | Stade national du 11-Novembre, Luanda Arbitrage : Jean-Jacques Ndala Ngambo | Stade national du 11-Novembre, Luanda Arbitrage : Jean-Jacques Ndala Ngambo |
|                  | Rapport          |       |              | Stade national du 11-Novembre, Luanda Arbitrage : Jean-Jacques Ndala Ngambo | Stade national du 11-Novembre, Luanda Arbitrage : Jean-Jacques Ndala Ngambo |

| 22 mars 2019 | Botswana | 0 - 1 | Angola    |                                                                              |                                                                              |
|              |          | (0-1) | 2e Wilson | Stade de Francistown, Francistown Arbitrage : Amin Mohamed Amin Mohamed Omar | Stade de Francistown, Francistown Arbitrage : Amin Mohamed Amin Mohamed Omar |
|              | Rapport  |       |           | Stade de Francistown, Francistown Arbitrage : Amin Mohamed Amin Mohamed Omar | Stade de Francistown, Francistown Arbitrage : Amin Mohamed Amin Mohamed Omar |

### Statistiques

#### Buteurs
| Buts | Joueurs                       |
| ---- | ----------------------------- |
| 4    | Mateus                        |
| 3    | Gelson                        |
| 1    | Djalma Campos, Wilson Eduardo |

## Préparation
Afin de se préparer à la CAN, l'Angola annule sa participation à la coupe COSAFA 2019 qui se déroule en Afrique du Sud du 25 mai au 8 juin.
Le 8 juin, les Palancas Negras disputent un match amical face à la Guinée-Bissau, qu'ils battent 2-0. Ils devaient disputer un dernier match de préparation face à l'Afrique du Sud le 19 juin, mais l'annulent au dernier moment, en indiquant qu'ils n'avaient pas pu s'entraîner depuis leur arrivée en Égypte deux jours plus tôt.
| 8 juin 2019 | Angola                      | 2 - 0 | Guinée-Bissau |          |          |
|             | Ladislua 72e · Mabululu 73e | (0-0) |               | Penafiel | Penafiel |

## Compétition

### Tirage au sort
Le tirage au sort de la CAN se déroule 12 avril 2019 au Caire, face au Sphinx et aux Pyramides. L'Angola est placé dans le chapeau 4 en raison de son classement FIFA.
Le tirage au sort donne alors comme adversaires des Angolais, la Tunisie (chapeau 1, 28e au classement FIFA), le Mali (chapeau 2, 65e) et la Mauritanie (chapeau 3, 103e) dans le groupe E.

### Effectif
Une pré-sélection est annoncée le 21 mai. La liste définitive est dévoilée le 11 juin. Clinton Mata, Jonás Ramalho, Jérémie Bela et Choco sont les quatre derniers joueurs non-retenus.

### Premier tour
| Rang | Équipe     | Pts | J | G | N | P | Bp | Bc | Diff |  | Résultats (▼ dom., ► ext.) |     |     |     |     |
| ---- | ---------- | --- | - | - | - | - | -- | -- | ---- |  | -------------------------- | --- | --- | --- | --- |
| 1    | Mali       | 7   | 3 | 2 | 1 | 0 | 6  | 2  | +4   |  | Mali                       |     | 1-1 | 1-0 | 4-1 |
| 2    | Tunisie    | 3   | 3 | 0 | 3 | 0 | 2  | 2  | 0    |  | Tunisie                    | 1-1 |     | 1-1 | 0-0 |
| 3    | Angola     | 2   | 3 | 0 | 2 | 1 | 1  | 2  | -1   |  | Angola                     | 0-1 | 1-1 |     | 0-0 |
| 4    | Mauritanie | 2   | 3 | 0 | 2 | 1 | 1  | 4  | -3   |  | Mauritanie                 | 1-4 | 0-0 | 0-0 |     |

     Équipe qualifiée ou victorieuse; Pts = points; J = joués; G = gagnés; N = nuls; P = perdus;
Bp = buts pour; Bc = buts contre; Diff = différence de buts
| 24 juin 2019 | Tunisie                   | 1 - 1   | Angola     | Stade de Suez, Suez                                   |                                                       |
| 19h00 CAT    | Msakni 34e (pen.)         | (1 - 0) | 73e Campos | Spectateurs : 7 345 Arbitrage : Bamlak Tessema Weyesa | Spectateurs : 7 345 Arbitrage : Bamlak Tessema Weyesa |
| 19h00 CAT    | Chaalali 26e · Msakni 50e | Rapport | 30e Bango  | Spectateurs : 7 345 Arbitrage : Bamlak Tessema Weyesa | Spectateurs : 7 345 Arbitrage : Bamlak Tessema Weyesa |

| 29 juin 2019 | Mauritanie  | 0 - 0   | Angola                     | Stade de Suez, Suez             |                                 |
| 16h30 CAT    |             | (0 - 0) |                            | Arbitrage : Ibrahim Nour El Din | Arbitrage : Ibrahim Nour El Din |
| 16h30 CAT    | Abeid 90+2e | Rapport | 53e Gaspar · 90+2e Geraldo | Arbitrage : Ibrahim Nour El Din | Arbitrage : Ibrahim Nour El Din |

| 2 juillet 2019 | Angola                                   | 0 - 1   | Mali        | Stade d'Ismaïlia, Ismaïlia |                            |
| 21h00 CAT      |                                          | (0 - 1) | 37e Haidara | Arbitrage : Rédouane Jiyed | Arbitrage : Rédouane Jiyed |
| 21h00 CAT      | Gaspar 29e · Herenilson 80e · Bastos 90e | Rapport | 69e Diarra  | Arbitrage : Rédouane Jiyed | Arbitrage : Rédouane Jiyed |